# Diana García
Diana María García Orrego (nascida em 17 de março de 1982, em Barbosa), conhecida como Diana García, é uma ciclista colombiana.

## Carreira
Competiu nos Jogos Olímpicos de Verão de 2012 e nos Jogos Pan-Americanos de 2015.